# にかほ市消防本部
にかほ市消防本部（にかほししょうぼうほんぶ）は、秋田県にかほ市の消防部局（消防本部）。管轄区域はにかほ市全域。

## 概要
- 消防本部：秋田県にかほ市金浦字館ヶ森152番地
- 管内面積：240.61km2
- 職員定数：65人
- 消防署1カ所
- 主力機械（2020年4月1日現在）
  - 普通消防ポンプ自動車：2
  - 水槽付消防ポンプ自動車：2
  - 救急自動車：3
  - 救助工作車：1
  - 水難救助車：1
  - 指令車：2
  - 広報車：2
  - 連絡車：1
  - 運搬車：1
  - 山火事対応車：1
  - 軽積載車：1い

【主力機械に関する参考文献：にかほ市消防本部　消防年報令和2年版】

## 沿革
- 1969年
  - 4月1日 - 由利郡仁賀保町・金浦町・象潟町が、秋田県内初の組合消防として、仁賀保地区消防一部事務組合を設立し、1本部1署（仁賀保地区消防署）1分署（象潟分署）体制で発足する。
  - 10月 - 仁賀保分署を開設する。
- 1970年7月 - 消防本部・消防署を新築し移転する。
- 1971年
  - 10月 - 仁賀保地区消防一部事務組合を仁賀保地区消防組合に改称する。
  - 10月 - 救急業務を開始する。
- 1979年12月 - 仁賀保分署を新築し移転する。
- 1986年4月 - 消防本部に課制を導入する。
- 1987年3月 - 象潟分署を新築し移転する。
- 1988年10月 - 象潟分署に救急車を配備する。
- 1989年2月 - 仁賀保分署に救急車を配備する。
- 1993年12月 - 仁賀保分署に化学消防車を配備する。
- 2001年
  - 3月 - 高規格救急車を配備する。消防本部・消防署が現在地に移転する。
  - 4月 - 象潟分署・仁賀保分署を廃止する。
- 2003年2月 - 救助工作車を配備する。
- 2005年10月1日 - 仁賀保町・金浦町・象潟町の新設合併に伴い、にかほ市が発足する。
  - 仁賀保地区消防組合が合併前日をもって解散し、にかほ市に承継する。単独消防としてにかほ市消防本部を設置する。

## 組織
- 本部 - 総務課、予防課、警防課、通信指令課
- 消防署

## 消防署
| 消防署         | 住所                | 出張所 |
| -------------- | ------------------- | ------ |
| にかほ市消防署 | 金浦字館ヶ森152番地 | なし   |

## 不祥事
- 2019年12月3日 - 消防本部消防署の男性主事（22歳）が、消防本部内で同僚6人から現金計約13万1,400円を盗んだ。2019年12月3日、市は男性主事を懲戒免職処分、管理監督責任を問い、消防長兼消防署長を戒告、上司3人を厳重注意とした。男性主事は2018年8月から2019年10月にかけて、仮眠室や同僚の車で6回にわたり同僚署員の財布から現金を抜き取った。被害を受けた署員が、警察に被害届を出していた[1]。